# Margarita Fominá
Margarita Mijáilovna Fominá –en ruso, Маргарита Михайловна Фомина– (Dmítrov, URSS, 19 de agosto de 1988) es una deportista rusa que compite en curling.
Ganó cuatro medallas en el Campeonato Mundial de Curling entre los años 2014 y 2017, y cinco medallas en el Campeonato Europeo de Curling entre los años 2006 y 2015.

## Palmarés internacional
| Campeonato Mundial | Campeonato Mundial     | Campeonato Mundial | Campeonato Mundial |
| Año                | Lugar                  | Medalla            | Prueba             |
| ------------------ | ---------------------- | ------------------ | ------------------ |
| 2014               | Saint John (Canadá)    | Medalla de bronce  | Equipo             |
| 2015               | Sapporo (Japón)        | Medalla de bronce  | Equipo             |
| 2016               | Swift Current (Canadá) | Medalla de bronce  | Equipo             |
| 2017               | Pekín (China)          | Medalla de plata   | Equipo             |
| Campeonato Europeo |                        |                    |                    |
| Año                | Lugar                  | Medalla            | Prueba             |
| 2006               | Basilea (Suiza)        | Medalla de oro     | Equipo             |
| 2011               | Moscú (Rusia)          | Medalla de bronce  | Equipo             |
| 2012               | Karlstad (Suecia)      | Medalla de oro     | Equipo             |
| 2014               | Champéry (Suiza)       | Medalla de plata   | Equipo             |
| 2015               | Esbjerg (Dinamarca)    | Medalla de oro     | Equipo             |